# Hutang (sockenhuvudort i Kina, Jiangxi Sheng, lat 28,32, long 115,61)
Hutang är en sockenhuvudort i Kina. Den ligger i provinsen Jiangxi, i den sydöstra delen av landet, omkring 48 kilometer sydväst om provinshuvudstaden Nanchang. Antalet invånare är 20 664. Befolkningen består av 9 771 kvinnor och 10 893 män. Barn under 15 år utgör 21,0 %, vuxna 15-64 år 70 %, och äldre över 65 år 7,0 %.
Runt Hutang är det tätbefolkat, med 459 invånare per kvadratkilometer. Närmaste större samhälle är Qujiang, 19,4 km öster om Hutang. Trakten runt Hutang består till största delen av jordbruksmark.
Genomsnittlig årsnederbörd är 2 190 millimeter. Den regnigaste månaden är juni, med i genomsnitt 367 mm nederbörd, och den torraste är oktober, med 28 mm nederbörd.